# ACIDMAN LIVE "15th&10th Anniversary Tour" in さいたまスーパーアリーナ
『LIVE "15th&10th Anniversary Tour" in さいたまスーパーアリーナ』（ライブ "フィフティーンス・アンド・テンス・アニバーサリー・ツアー" イン さいたまスーパーアリーナ）は、ACIDMANの2012年発売のライブビデオである。

## 収録内容

### DISC1
1. 今、透明か
2. 造花が笑う
3. CARVE WITH THE SENSE
4. アイソトープ
5. Returning
6. FREE STAR
7. イコール
8. ファンタジア
9. Dawn Chorus
10. Slow View
11. 水写
12. 酸化空
13. to live
14. Ride the wave
15. 赤橙
16. リピート
17. 2145年
18. ALMA
19. ある証明
20. 飛光
21. Your Song

### DISC2
1. world symphony
2. アレグロ
3. 彩-SAI-(前編)
4. 廻る、巡る、その核へ

- Tour Documentary